# Dendropsophus limai
Dendropsophus limai es una especie de anfibios de la familia Hylidae.
Es endémica del estado de São Paulo (Brasil).
Sus hábitats naturales incluyen bosques tropicales o subtropicales secos y a baja altitud, marismas de agua dulce y corrientes intermitentes de agua.